# یواس‌اس دبران (ای‌اف-۱۰)
یواس‌اس دبران (ای‌اف-۱۰) (به انگلیسی: USS Aldebaran (AF-10)) یک کشتی بود که طول آن ۴۵۹ فوت ۳ اینچ (۱۳۹٫۹۸ متر) بود. این کشتی در سال ۱۹۳۹ ساخته شد.